# Звукотип
Звукотипы — множества реальных звуков речи, области в пространстве звучаний, границы которых задаются определёнными физическими (акустическими) параметрами. Является единицей звукового сознания носителя языка.
Если звуки речи различаются по принадлежности к звукотипам, значит в слуховой системе человека должны храниться некоторые образы звуков, эталоны звукотипов, сравнение с которыми позволяет языковому механизму относить каждый звук речи к определённому звукотипу.
Кроме того, в языковом механизме должно содержаться умение производить звуки, относящиеся к определённым звукотипам. Эти умения представляют собой программы управления речевыми органами, которые обеспечивают произнесение того или иного звука.